# Pallamano Camerano
La Pallamano Camerano è una società di pallamano maschile con sede a Camerano (AN). Milita in Serie A Silver, il torneo di secondo livello del campionato italiano di pallamano maschile.

## Storia
Fondata nel 1979, dopo anni di militanza nelle serie minori , nella seconda metà degli anni '10 del 2000 partecipa a sette campionati di seconda divisione consecutivi, che culminano con la promozione in massima serie al termine del campionato 2023-2024. Chiude il suo primo massimo campionato in penultima posizione, davanti solo al Secchia Rubiera, non riuscendo ad evitare la retrocessione diretta a causa degli otto punti di divario dal Pressano undicesimo, che precludono la chance di giocarsi la salvezza ai playout.

## Rosa 2024-2025
| N° | Naz.                  | Ruolo | Sportivo                | Anno |  |  |
| -- | --------------------- | ----- | ----------------------- | ---- |  |  |
| 13 | Argentina (bandiera)  | P     | Javier Anzaldo          | 1987 |  |  |
| 99 | Italia (bandiera)     | P     | Lorenzo Rossi           | 2004 |  |  |
| 2  | Italia (bandiera)     | A     | Alessandro Carloni      |      |  |  |
| 5  | Italia (bandiera)     | T     | Guglielmo De Grandis    | 2003 |  |  |
| 6  | Italia (bandiera)     | T     | Mattia Bilò             | 2002 |  |  |
| 7  | Italia (bandiera)     | T     | Vincenzo Laera          | 1998 |  |  |
| 10 | Argentina (bandiera)  | T     | Diego Ballerini         | 1995 |  |  |
| 11 | Italia (bandiera)     | PV    | Valentino Dello Vicario | 2005 |  |  |
| 12 | Italia (bandiera)     | A     | Gianmarco Marinelli     | 1996 |  |  |
| 18 | Italia (bandiera)     | T     | Valerio Di Giovanni     | 2008 |  |  |
| 22 | Tunisia (bandiera)    | T     | Amor Jdidi              | 2006 |  |  |
| 24 | Italia (bandiera)     | T     | Simone Giambartolomei   | 2006 |  |  |
| 28 | Italia (bandiera)     | A     | Davide Boschetto        | 2007 |  |  |
| 29 | Italia (bandiera)     | PV    | Davide Cirilli          | 1997 |  |  |
| 30 | Camerun (bandiera)    | T     | Alain Eyebe             | 1996 |  |  |
| 47 | Argentina (bandiera)  | A     | Gastón Vilarò           | 2001 |  |  |
| 55 | Italia (bandiera)     | T     | Nicolas Carloni         |      |  |  |
| 59 | Italia (bandiera)     | T     | Lorenzo Carloni         |      |  |  |
| 62 | Italia (bandiera)     | T     | Alex Belardinelli       | 2009 |  |  |
| 77 | Capo Verde (bandiera) | T     | Andresson Rocha         | 1999 |  |  |

- Allenatore:  Rui Carvalho

- Vice allenatore:  Pedro Lima